# Ronald Shannon Jackson

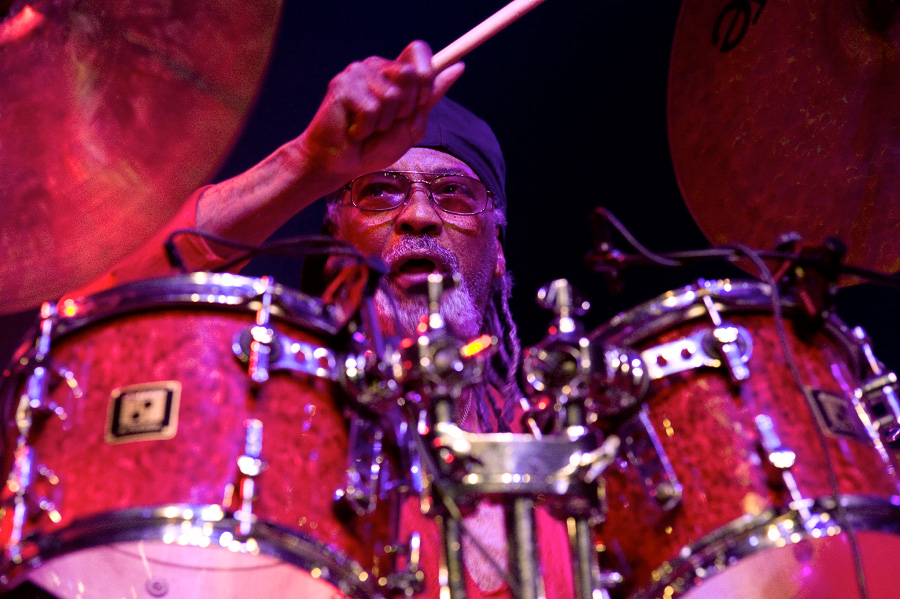
Ronald Shannon Jackson (moers festival 2011)

Ronald Shannon Jackson (* 12. Januar 1940 in Fort Worth, Texas; † 19. Oktober 2013 ebenda) war ein US-amerikanischer Jazzmusiker mit innovativem Schlagzeugspiel. Er war zunächst vom freien Schlagzeugspiel eines Milford Graves und eines Sunny Murray beeinflusst, entwickelte es aber in einer polyrhythmischen Komplexität weiter, wobei er funkige Grooves besonders betonte. Mit diesem Stil konnte er ein größeres Publikum erreichen.

## Leben und Wirken
Shannon Jackson nahm als Teenager an regelmäßigen Sessions von Begleitmusikern von Ray Charles teil. In Texas, Missouri und Connecticut studierte er Geschichte und Soziologie. Mitte der 1960er kam er aufgrund eines Musikstipendiums nach New York City und war dort an Albert Aylers legendären Free-Jazz-Aufnahmen beteiligt, wie etwa La Cave Live Cleveland 1966 revisited (ezz-thetics, ed. 2022). Ferner spielte er mit Charles Mingus, Betty Carter, Jackie McLean, Joe Henderson, Kenny Dorham, McCoy Tyner, Herbie Hancock, Wayne Shorter, Ray Bryant, Bennie Maupin und Stanley Turrentine. Mitte der 1970er gehörte er zu den Musikern, die mit Ornette Coleman im harmolodischen System ein rockgebundenes freies Spiel entwickelten. Diesen Jazzpunk entwickelte er in der Gruppe des Coleman-Gitarristen James Blood Ulmer weiter. 
Ende der 1970er spielte er auch mit Cecil Taylor und mit Albert Mangelsdorff. Dann gründete er 1980 seine z. T. großformatige Gruppe Decoding Society gründete, in der das Konzept zur Reife gebracht wurde. Mit ihr trat er mehrfach erfolgreich in Europa (zunächst beim Moers Festival) auf. Allerdings schliff sich „die innovative Wut“ seiner Decoding Society, so meint Wolf Kampmann, „trotz exzellenter Mitspieler wie Vernon Reid, Steve Salas, Reggie Washington oder Eric Person schnell ab und wich gegen Ende der 80er uninspirierter Groove-Routine.“ Während seine Drum-&-Poetry-Versuche nicht anerkannt waren, konnte er mit dem von Bill Laswell produzierten Album Red Warrior „wieder an die Anfangszeit seiner Band“ anschließen.
1986 und später war er erfolgreich mit Bill Laswell, Peter Brötzmann und Sonny Sharrock als Last Exit unterwegs, in den frühen 1990ern dann mit dem Bassisten Melvin Gibbs und dem Gitarristen Bill Frisell als Power Tools. Eine Nervenerkrankung zwang ihn in den 1990er Jahren, sein Spiel einzustellen. Er verlegte sich zeitweise aufs Komponieren. Ab 2005 konnte er wieder auftreten. Zuletzt war er in Europa mit Wadada Leo Smith, Vijay Iyer und John Lindberg bzw. mit Melvin Gibbs, Joseph Bowie, Vernon Reid und James Blood Ulmer unterwegs. Im Oktober 2013 erlag er im Alter von 73 Jahren einer Leukämieerkrankung.
Der Rolling Stone listete ihn 2016 auf Rang 83 der 100 größten Schlagzeuger aller Zeiten.

## Diskografische Hinweise
Unter eigenem Namen
- Eye on You (About Time, 1980)
- Nasty (Moers Music, 1981)
- Street Priest (Moers, 1981)
- Mandance (Antilles Records, 1982)
- Barbeque Dog (Antilles, 1983)
- Montreux Jazz Festival (Knit Classics, 1983)
- Pulse (Records, 1984)
- Decode Yourself (Island, 1985)
- Taboo (Venture/Virgin, 1981–1983)
- Earned Dream (Knit Classics, 1984)
- Live at Greenwich House (Knit Classics, 1986)
- Live at the Caravan of Dreams (Caravan of Dreams, 1986)
- When Colors Play (Caravan of Dreams, 1986)
- Texas (Caravan of Dreams, 1987)
- Red Warrior (Axiom, 1990)
- Raven Roc (DIW, 1992)
- Live in Warsaw (Knit Classics, 1994)
- What Spirit Say (DIW, 1994)
- Shannon’s House (Koch, 1996)
- Ronald Shannon Jackson Presents PowerTools – Live at the Knitting Factory 1989 (ed. 2020)

## Lexikalische Einträge
- Ian Carr, Digby Fairweather, Brian Priestley: Rough Guide Jazz. Der ultimative Führer zur Jazzmusik. 1700 Künstler und Bands von den Anfängen bis heute. Metzler, Stuttgart/Weimar 1999, ISBN 3-476-01584-X.
- Leonard Feather, Ira Gitler: The Biographical Encyclopedia of Jazz. Oxford University Press, New York 1999, ISBN 0-19-532000-X.
- Wolf Kampmann (Hrsg.), unter Mitarbeit von Ekkehard Jost: Reclams Jazzlexikon. Reclam, Stuttgart 2003, ISBN 3-15-010528-5.
- Martin Kunzler: Jazz-Lexikon. Band 1: A–L (= rororo-Sachbuch. Bd. 16512). 2. Auflage. Rowohlt, Reinbek bei Hamburg 2004, ISBN 3-499-16512-0.